# Kostel svatého Jakuba Staršího (Levoča)
Kostel svatého Jakuba je gotická sakrální stavba v okresním městě Levoča v Prešovském kraji. Spolu s nedaleko stojící renesanční městskou radnicí tvoří dominantu Náměstí Mistra Pavla. Je farním kostelem levočské římskokatolické farnosti. Je největší sakrální stavbou na Spiši a druhou největší na Slovensku (po košickém Dómu svaté Alžběty). Svým cenným interiérovým vybavením (kolekce gotických křídlových oltářů, vzácný mobiliář, několik jedinečných uměleckých děl) se řadí mezi nejcennější historické památky Slovenska. Důkazem toho je nejen mimořádná návštěvnost chrámu, ale také skutečnost, že i díky němu byla Levoča v roce 1993 zapsána do Seznamu Světového dědictví UNESCO (jako součást souboru Levoča, Spišský hrad a památky okolí).

## Historie
Stavební dějiny chrámu sahají hluboko do minulosti a jsou těsně provázané s historií svobodného královského města Levoče. Jako obec (villa) se Levoča zmiňuje poprvé v listině krále Bely IV. z roku 1263.
V poslední třetině 13. století byla Levoča již městem s vlastní samosprávou a rychtářem a měla právo skladu. Už tehdy zde existovaly tři kostely zasvěcené svatému Janovi, svatému Mikuláši a svaté Alžbětě, které se však nedochovaly. O vzniku a existenci prvních dvou se neví nic bližšího; v souvislosti s kostelem svaté Alžběty existuje záznam, že při kostele, stojícím jižně od městských hradeb, stál špitál pro malomocné, a že kostel byl v roce 1532 zbourán. Některé součásti vybavení z těchto kostelů se zachovaly a sekundárně byly umístěny v novém farním chrámu (gotické bohoslužebné nádoby, oltář svaté Alžběty a hlavní oltář svatého Mikuláše).
V privilegiu krále Štěpána V. pro spišské Sasy z roku 1271 je Levoča určena za jejich hlavní město (civitas provincie Capitalis) a sídlo jejich soudce hraběte.
Ve 14. století vznikly ve městě dva trojlodní kostely. Uprostřed dnešního hlavního náměstí to byl farní kostel zasvěcený apoštolovi Jakubovi a přímo u hradeb vznikl kostel spolu s klášterem minoritů. Oba kostely se hned od svého vzniku staly nejen přirozenými centry náboženského a společenského života, ale také významnými středisky kultury.
Svatý Jakub Apoštol, ochránce poutníků a dělníků, uctíván téměř v celé Evropě, byl odedávna patronem města a svatojakubský kult měl v jeho historii důležité místo. Nepřímým důkazem toho je skutečnost, že na velkém městském pečetidle z roku 1409 byla vyobrazena postava Jakuba Apoštola.
Pečeť s postavou svatého Jakuba plnila funkci autentické pečeti města zřejmě až do poloviny 15. století – do vydání armální listiny pro Levoču, k čemuž došlo mezi lety 1447–1455. V levočském znaku ze 16. století najdeme jako ozdobu klenotu mušli, což byl jeden z atributů tohoto světce. Stejným symbolem si několik patricijských rodin ozdobilo průčelí svých domů.

## Výstavba
Předchůdcem dnešního kostela byla na stejném místě stojící starší sakrální stavba. Fragmenty z původní stavby, pocházející z roku 1280, se zachovaly v dnešní sakristii (část chórového závěru a kalichové konzoly). Začátek stavby dnešního kostela se datuje do první čtvrtiny 14. století, kdy už starý kostel kapacitně ani vzhledově nevyhovoval. Dispozice zamýšleného kostela prozrazuje velkolepý plán, svědčící nejen o narůstající prosperitě města a zvyšující se životní úrovně jeho obyvatel, ale také o určité kulturní a umělecké vyspělosti.
Výstavba probíhala v průběhu celého 14. století. Nejprve bylo postaveno kněžiště. K zaklenutí lodě došlo pravděpodobně kolem poloviny 14. století. Pravděpodobně mezi lety 1390–1392 byla k hlavní stavbě přistavěna kaple svatého Jiří u severní zdi, kterou dal vybudovat košický měšťan Juraj Ulenbach jako svou pohřební kapli a zasvětil ji svému osobnímu patronovi. Přístavbou kaple skončila hlavní stavební fáze kostela. Dochované záznamy uvádějí, že v roce 1400 byla stavba trojlodního kostela pseudobazilikálního stylu s převýšenou hlavní lodí dokončena; v pozdějších obdobích už šlo pouze o dostavby.
Je pravděpodobné, že stavební huť podílející se na výstavbě levočského kostela byla částečně ovlivněna českou dvorskou architekturou lucemburského období, což dosvědčuje např. charakter parleřovské tzv. plamínkové kružby některých oken v chrámu.
Kostel původně zpřístupňovalo pět portálů. Kromě tří reprezentativních na severní a jižní straně se další dva jednodušší portály (dnes zaniklé nebo zazděné) nacházely v podvěží a ve východní obvodové zdi.
Hlavní úsilí zadavatelů stavby se v tomto čase soustřeďovalo na zařizování jejího interiéru. Stěny chrámu byly pokryty nástěnnými malbami. Z nich se zachovaly např. v presbytáři za hlavním oltářem postavy apoštolů, světců a světic. Na severní stěně boční lodi pochází z tohoto období moralistní scéna představující sedm skutků milosrdenství a sedm hlavních hříchů. Kolem roku 1400 na téže stěně neznámý malíř vyhotovil scény ze života svaté Doroty.

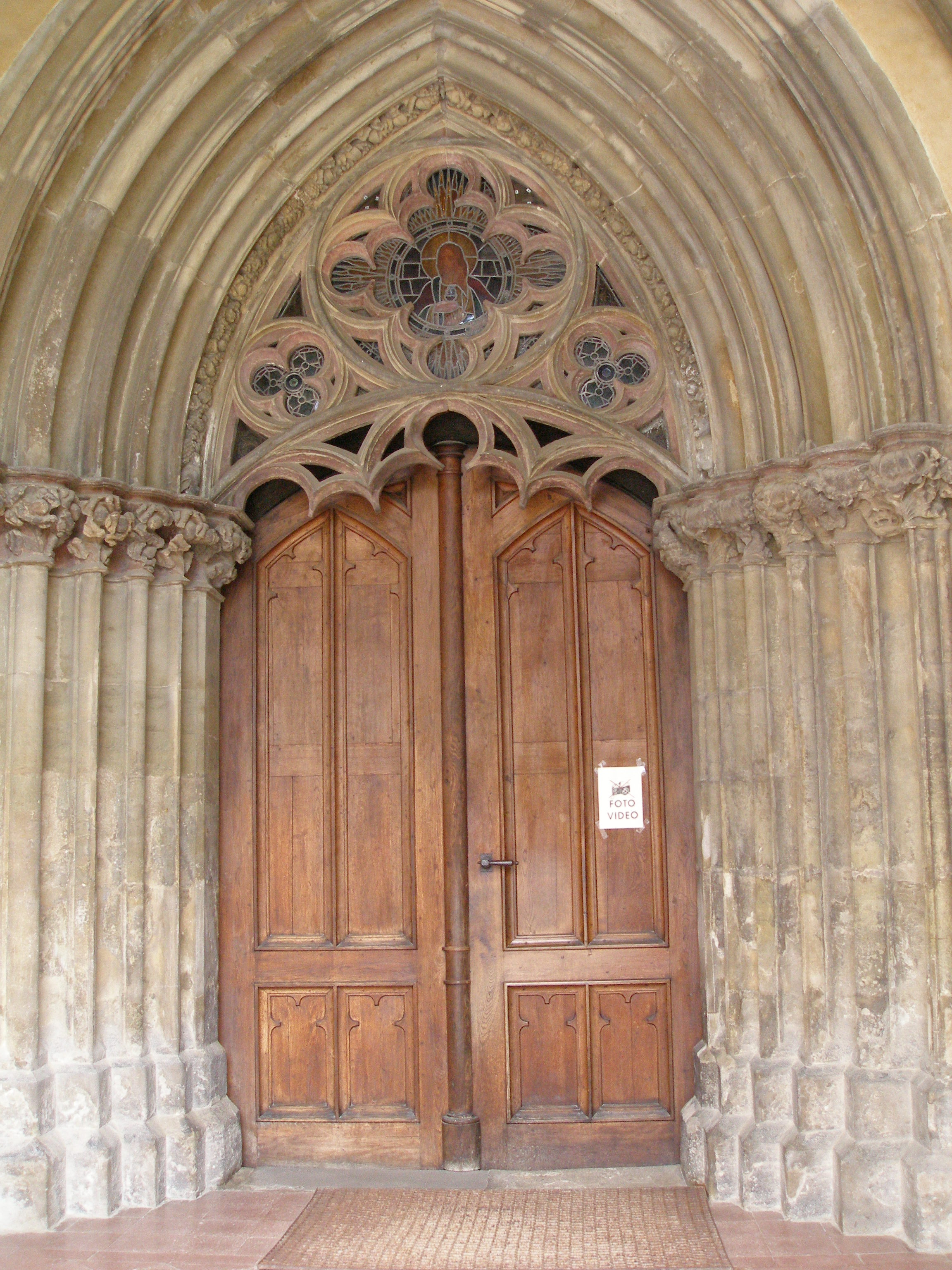
Portál jižní předsíně

Již v následujícím století se realizovalo několik úprav a přístaveb. V letech 1480–1490 byl jižní vstupní portál obohacen o předsíň s bohatou hvězdicovou klenbou a kapličkou, nazývanou Oratoř krále Matěje, umístěnou nad ní. Druhá předsíň se síťovou klenbou byla přistavěna na konci 15. století na opačné straně kostela – u severního portálu pocházejícího z let 1332–1342.
Konec 15. a začátek 16. století měl v architektonickém vývoji levočského farního kostela zásadní význam. Uvedené období se v historii Levoče neslo ve znamení prosperity, která se odrazila i na zvelebování interiérového vybavení. Jednotlivci, řemeslné cechy, náboženská bratrstva, spolky i samotné město se účastnily nadační k oltářům v kostele, kterými se již od šedesátých let 15. století zaplňoval chrámový interiér. Velkou měrou se o to přičinil i nový městský farář, významný humanista Ján Henckel.
Ján (Johannes) Henckel (1481 – po 1544, pohřben ve vratislavské Katedrále svatého Jana Křtitele) patřil k nejvýznamnějším osobnostem v raně novověkých dějinách Levoče. Pocházel ze staré spišské obchodnické rodiny. Byl velmi vzdělaným mužem; studoval v Krakově, ve Vídni a v letech 1508–1510 na italských univerzitách v Padově, Benátkách a Boloni a na univerzitě ve Wittenbergu. Od roku 1514 působil jako farář v Levoči, kde se významnou měrou zapojil do kulturního života města. V roce 1522 Levoču opustil a stal se dvorním kazatelem v Budíně. Během jeho působení byl ve farním kostele postaven nynější hlavní oltář a založeny další dva. V letech 1515–1519 dal nad severní předsíň s kaplí svatého Jiří postavit na svou dobu slavnou chrámovou knihovnu, tzv. Levočskou knihovnu (Bibliotheca Leutschoviensis). Knihovna, která měla významné místo v kulturních dějinách Slovenska, se stala jednou z prvních staveb nově nastupující renesance ve městě. Základem knihovního fondu se stala Henckelova soukromá sbírka knih; později se fond rozrůstal i díky darům levočských měšťanů či farářů okolních obcí. Henckelovým přičiněním se knihovna výrazně obohatila, když se do ní dostala i tehdejší nejvýznamnější sbírka knih na Spiši – bibliotéka Bratrstva 24 spišských farářů (Fraternitas plebanorum XXIV civitatum regalium terrae Scepusiensis). Knihovna obsahovala teologická, scholasticko-filozofická a filologická díla (existuje záznam, že v roce 1405 měla knihovna čtyři knihovníky).
Po roce 1500 se v Levoči natrvalo usadil slavný pozdně řezbář Mistr Pavel z Levoče, který své nejvýznamnější práce vytvořil pro levočský farní chrám. V letech 1508–1517 na objednávku městských radních a fary vznikl unikátní hlavní oltář. Kromě hlavního oltáře mistr Pavel v období do roku 1520 vytvořil v kostele svatého Jakuba i další sochařská díla – sochy svatého Jana Almužníka a svatého Linharta z oltáře svatého Mikuláše (kolem roku 1507), plastiku Madony na oltáři svaté Anny a jedno z nejkrásnějších děl – skupinu Narození ze stejnojmenného oltáře z roku 1752, která se zařazuje do jeho rané tvorby (kolem roku 1500). Jeho přímým dílem je pravděpodobně sousoší svatého Jiří v kapli zasvěcené tomuto světci (kolem let 1505–1507) a plastika Ukřižovaný na korvínském oratoriu z konce 15. století; z pozdějších prací mu lze přičíst plastiky ve skříni oltáře čtyř svatých Janů (z roku 1520).
Roku 1515 byl upraven portál kaple svatého Jiří, jehož součástí se stala nástěnná malba Vir Dolorum v tympanonu portálu kaple. V severní předsíni vznikla nástěnná malba představující Pannu Marii a svatého Jana Evangelisty. Kolem téhož roku vzniklo v dílně mistra Pavla sousoší Svatý Jiří v boji s drakem, osazené na vyvýšené konzole východní stěny kaple svatého Jiří. Pozadí sousoší bylo doplněno malbou, jakýmsi iluzivní krajinným pozadím s drobnou figurkou princezny a motivem hradní architektury. Další malbu, která vznikla kolem roku 1520 v jižní předsíni s motivem Posledního soudu, doplnily pozoruhodné nápisy s hodnověrnými historickými údaji. Předpokládaným autorem malby Posledního soudu je Teofil (Theophilus) Stanzel (1470–1531).
Již od počátku dvacátých let 16. století se na Spiši začaly šířit myšlenky reformace. V Levoči v roce 1544 v souvislosti s nástupem reformace orientovaného vedení města a fary nové náboženské učení zvítězilo. Na následujících sto třicet let se kostel svatého Jakuba dostal do rukou luteránů. Změna náboženské orientace se však na zařízení kostela negativně neprojevila, dokonce se realizovaly některé nové stavební projekty. V roce 1622 přibyla varhanní empora v severní lodi a krátce nato i bohatě zdobené varhany.
Osudným pro město i samotných chrám se stal rok 1550, kdy velký požár zničil značnou část města, městský archiv a poškodil i farní kostel. Některé součásti původního chrámového mobiliáře už nebylo možno zachránit a tak se během oprav do interiéru dostalo renesanční zařízení – lavice, stalla, náhrobní desky a epitafy. Z epitafů za jeden z historicky nejcennějších lze považovat ten, který dal v roce 1621 zhotovit místní kameník a stavitel Martin (Martinus) Urbanov(w)itz své manželce Markétě. Z něho se dozvídáme, že jeho manželka Margita byla vnučkou sochaře Pavla, který vytvořil levočský hlavní oltář. Tento údaj o Pavlovi byl dlouho jediným spolehlivým pramenem uvádějícím jméno autora hlavního oltáře levočského farního kostela a ozřejmujícím i jeho rodinné vztahy.
V roce 1674 se kostel opět dostal do rukou katolíkům, kteří ho začali nanovo zařizovat. Ani tento stav však nebyl trvalý, protože v letech 1706–1710 byl kostel rozdělen mezi ně a evangelíky. Do výlučného vlastnictví katolíků se kostel dostal definitivně v roce 1710.
Osmnácté a 19. století se velkou měrou podepsalo na celkovém vzhledu kostela. Z uvedených dob pochází podoba kostela v jaké ho známe dnes. První zásadní změnou bylo rozebrání horní části chrámové věže koncem 18. století pro špatný stavebně-technický stav. Nová nástavba na osmihranném půdorysu, již v novogotickém slohu, byla realizována v letech 1852–1858 podle plánů levočského architekta Fridricha Mücka a pod vedením stavebního mistra Ľudovíta Schmidta. Od sedmdesátých let 19. století procházel kostel generální opravou, která se projevila na vzhledu jeho interiéru. Jednou z nejzásadnějších změn bylo nahrazení původních oken dnešními vitrážovými. Na podnět historika umění a tehdejšího faráře v Spišských Vlaších Jána Vajdovského (1830–1914) se okna, tehdy ve velmi špatném stavu, vyměnila.

## Popis
Kostel svatého Jakuba stojí napříč hlavní osou levočského hlavního náměstí přičemž zachovává typickou středověkou východo-západní orientaci sakrálních staveb. Chrám je trojlodní stavba pseudobazilikálního typu, s převýšenou hlavní lodí a s polygonálně uzavřeným presbytářem. Lodě navzájem odděluje dvanáct pilířů (po šesti na každé straně). Západní ohraničení stavby tvoří pár bočních kaplí a hranolovitá věž s novogotickou osmiúhelníkovou nástavbou z let 1852–1858, zakončená jehlancovou střechou. Z hmoty kostela vystupují na jižní i severní straně dvě předsíně.
Ke vstupu do kostela slouží tři vchody, z nichž zejména bohatě členěný jižní portál svou bujnou velkoformátovou listovou ornamentikou a kružbovým obrazem dokládá průnik švábského parléřovského stavebního stylu na severovýchodní Slovensko.
Nachází se zde jedinečná kolekce oltářů, nejrozměrnější z nich – hlavní oltář, s výškou 18,62 m, je nejvyšším pozdně gotickým oltářním celkem na světě. Kromě nich jsou zde monumentální architektury renesančních varhan, kazatelny, měšťanských epitafů a náhrobků i dřevěných lavic levočských měšťanů. K nejstarší a nejvzácnější výzdobě kostela z období 14. a 15. století patří nástěnné malby na stěně severní lodi a v sakristii kostela.

### Oltáře
Kostel svatého Jakuba v Levoči oplývá bohatstvím zejména svých vzácných oltářů. Kromě nejznámějšího a nejslavnějšího hlavního oltáře stojí tu i další neméně vzácné boční oltáře, reprezentující svým uměleckých provedením gotický, renesanční a barokní sloh. V největším počtu jsou zastoupeny oltáře z období renesance. Nejstarší z oltářů vznikaly v místní řezbářské dílně pracující ve městě ještě před příchodem Mistra Pavla.
Podle historických záznamů je evidentní, že v levočském farním chrámu se nedochoval původní počet oltářů, jaký tu existoval ve středověku. Některé z původních – např. oltáře svaté Barbory, svatého Vavřince, svatého Kříže a jiné – podlehly ničení během protireformačních bojů a byly v pozdějším období nahrazeny novějšími. Přesto patří skladba chrámových oltářů po historické i umělecké stránce ke špičkovým kolekcím a právem se řadí mezi nejvzácnější památky svého druhu v Evropě.
Při prohlídce pravé (jižní) lodi kostela ve směru od vchodu v podvěží je prvním oltářem oltář svaté Alžběty umístěn v kapli zvané Křestní. Další oltáře v této lodi se nacházejí až v jejím závěru v pořadí – oltář Vánoční predelly, oltář dvou Marií (na boční stěně lodi), oltář Vir Dolorum, oltář čtyř svatých Janů (při čelní stěně), oltář svaté Anny, oltář svaté Kateřiny Alexandrijské a oltář svatého archanděla Michaela (u předních podpěrných pilířích).

#### Oltář svaté Alžběty
Oltář je bez své originální struktury postavený v pozadí tzv. Křestní kaple; nepatří k původnímu zařízení chrámu.
Deskové malby novogotického oltáře svaté Alžběty jsou z let 1492–1493 a pocházejí z někdejšího kostela svaté Alžběty, který až do demolice v roce 1532 stál vně městských hradeb. Původně tvořily samostatný oltář; v sedmdesátých letech 19. století byly sekundárně osazeny do nynějšího oltáře, konsekrovaného v roce 1875.
Na prostřední desce jsou malby s postavami svaté Alžběty, svatého Štěpána a svatého Floriána.
Na otevřených oltářních křídlech jsou malby s výjevy ze života svaté Alžběty a svatého Štěpána: Zajetí svatého Štěpána, Kamenování svatého Štěpána, Zázrak svaté Alžběty s křížem, Svatá Alžběta navštěvuje nemocné, na zavřených křídlech malby světců – svatého Bernarda, svaté Hedviky, svatého Alexia a svaté Heleny.
Oltář poprvé popsal v roce 1860 významný český kartograf a rytec Václav Merklas, který v 50. letech 19. století působil jako profesor na místním gymnáziu, a oltářní malby přiřadil k dílu levočského Mistra Mikuláše.

#### Oltář Vánoční predelly
Před zazděným vchodem jižní stěny stojí oltář, poskládaný z částí několika starších oltářů. Pozoruhodná je zejména predella, představující vynikající malbu Klanění tří králů.

#### Oltář dvou Marií
V případě oltáře dvou Marií jde o oltářní skříň s motivem dvou Marií, jdoucích ke Kristovu hrobu s vonnými oleji. Nachází se na stěně v jižní lodi a pochází ze začátku 16. století.

#### Oltář Vir Dolorum

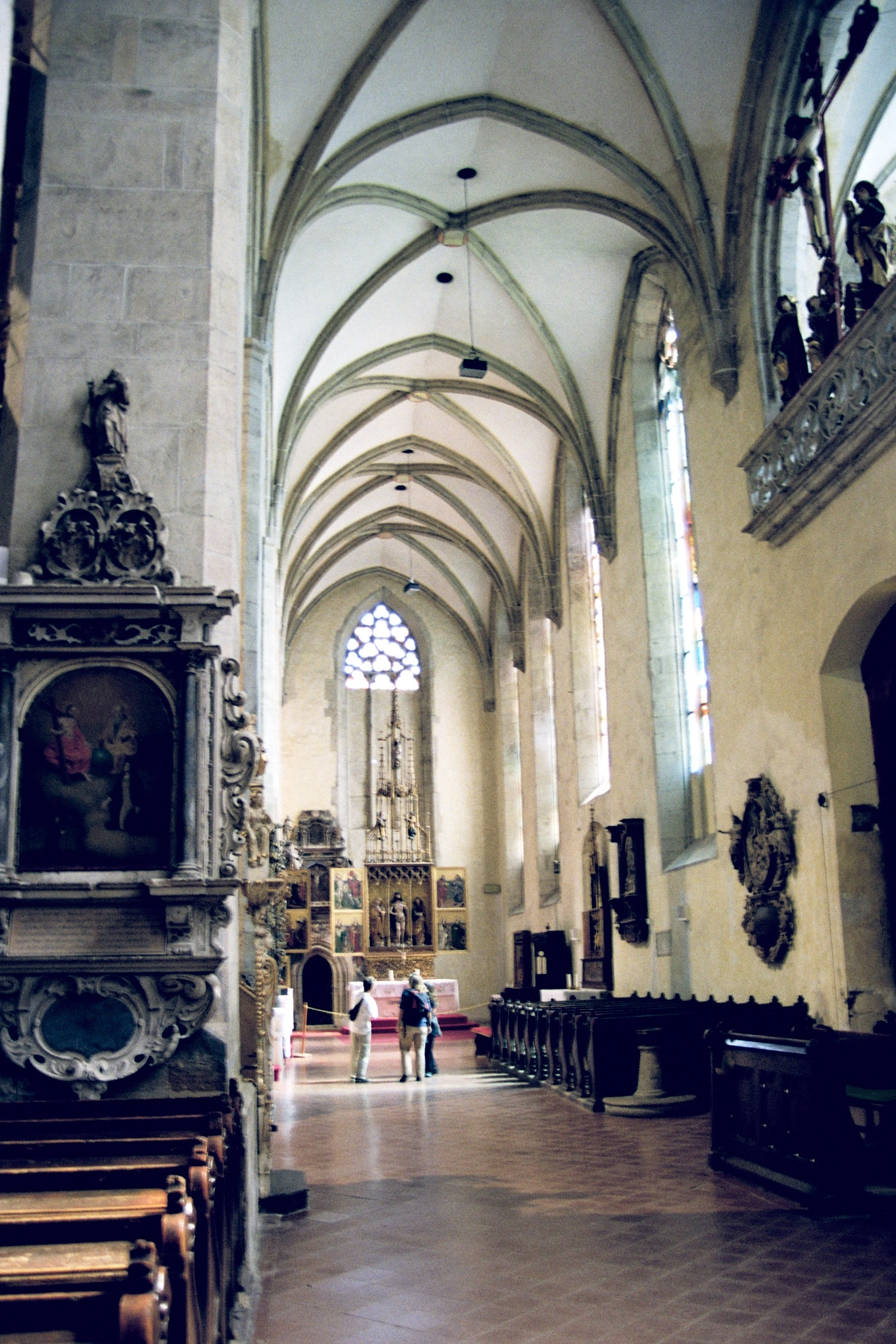
Pravá boční loď; v závěru lodi oltář Vir Dolorum

Gotický oltář Vir Dolorum (bolestného Krista, zvaný také oltář Matyáše Korvína) pochází z let 1476–1490. Za svůj druhý název vděčí erbům krále Matyáše Korvína a jeho druhé manželky Beatrix Neapolské, zakomponovaným do vyřezávané bohaté ornamentiky oltářní predelly. Nad erby se nachází nápis: CLINODIUM math REGIS a CLINODIUM Beatrice REGIE. Vzhledem k tomu se předpokládá, že oltář je votivní darem krále, který Levoču navštívil v roce 1474.
Oltář vysoký téměř třináct metrů od dob svého vzniku prošel několika úpravami, dokonce se uvažuje, že byl sekundárně poskládán z dílů, tvořících součást jiných oltářů. Často se měnilo i jeho umístění v kostele na nynějším místě stojí až od poloviny 20. století, kdy podstoupil důkladné restaurování.
Uprostřed oltářní skříně stojí plastiky Bolestného Krista ukazujícího své rány; po stranách jsou rozměrově menší sochy Panny Marie (vlevo) a svatého Jana Evangelisty. Oltářní křídla na otevřené straně obsahují cenné malované výjevy s dvojicemi postav svatých – vlevo nahoře svatý Šebestián a svatý Kryštof, vlevo dole svatá Barbora a svatá Kateřina, vpravo nahoře svatý Jan Křtitel a svatý apoštol Jakub, vpravo dole svatá Dorota a svatá Markéta. Zavřená křídla zachycují temperou malované výjevy z mariánského cyklu: Zvěstování, Modlení svaté Alžběty, Narození Krista a Klanění tří králů. Předpokládaným autorem oltářních obrazů je levočský umělec Mistr Mikuláš.
Na predelle prorok Izaiáš, který ukazuje na své jméno na nápisové desce (Vir dei Isaias Propheta), prorok na pravé straně chybí.
V jemně vypracovaném nástavci dominuje monstrance, kterou adorují dva andělé a vrch ukončuje socha svatého Ondřeje.

#### Oltář čtyř svatých Janů
Oltář čtyř svatých Janů vytvořen v roce 1520 (ve srovnání např. s hlavním oltářem už na něm převažují prvky renesančního slohu, když místo architektonických článků, plamínků a podobných gotických ozdob vidíme akanty, delfíny a jiné ornamenty italského původu a nad skříňovými postavami se nenachází křížová ale valená klenba s pásy) je ve skutečnosti zasvěcen pěti Janům, jak to dokazuje nápis na zadní straně jeho pevného křídla: "In honorem sanctorum Joannis baptiste, evangeliste, elemoisinarii et chrisosthomi et huius Gersonis, Joannes Henckel anno millesimo 1520 posuit." (" Na počest svatých Jana Křtitele, Evangelisty, Almužníka a Zlatoústého a onoho Gersona postavil Jan Henckel roku 1520 ").
Autorství plastik se připisuje Mistru Pavlovi. Hlavním patronem oltáře je svatý Jan Křtitel, který je zastoupen sochou na levé straně oltářní skříně a čtyřmi malovanými scénami na vnější straně. Dalším svatým Janem ve skříni je svatý Jan Evangelista, kterému odpovídá druhá polovina malovaných výjevů. Následují reliéfy svatého Jana Almužníka na levém a svatého Jana Zlatoústého na pravém oltářním křídle. Tuto čtveřici světců doplňuje, na zadní části levého křídla (obrácené k svatyni), podobiznu jednoho nesvětce – teologa a kancléře Pařížské univerzity Jean Gersona klečícího pod křížem.
Malované výjevy na zavřených křídlech začínají příběhem svatého Jana Křtitele na levé straně – vlevo nahoře Křest Krista, vedle Tanec Salome, v dolní řadě zleva Stětí svatého Jana Křtitele a výjev Herodova hostina se světcovou hlavou na míse. Na pravé straně jsou výjevy vztahující se k svatému Janu Evangelistovi – vlevo nahoře křísí svatý Jan Druisianu, na vedlejším výjevu se svatému Janu zjevuje Kristus, vlevo dole scéna Svatý Jan s kalichem jedu, vpravo dole vidíme svatého Jana v okamžiku jeho zázračného skonu: poté, co celebroval mši na rozloučenou, chystá se lehnout si do otevřeného hrobu připraveného před oltářem. Na pozadí je vidět oltář s patenou, kalichem, oltářním svícnem a misál, na oltáři retabulum, které je dokonce kopií skutečného oltáře svatých Janů. Podobnost Janova obličeje s podobiznou faráře Jana Henckela, objednavatele oltáře, dosvědčuje, že levočský farář propůjčil svatému Janovi nejen svou tvář, ale také se nechal přímo proti němu zobrazit v podobě vkleče postavy v bílé tunice.
Umělecky velmi cenná je predella oltáře s plastickou skupinou Kladení Krista do hrobu. Po stranách predelly jsou umístěny znaky Uherska a svobodného královského města Levoča.
Uprostřed nástavcového štítu se nachází výjev Křest Krista v Jordánu, po stranách štítu stojí postavy svatého Jiří a uherského krále svatého Ladislava. Zajímavá je ornamentika oltáře s vyjímajícími se dětskými tvářičkami, které však už nepředstavují anděly, ale putti.
Retabulum oltáře čtyř svatých Janů sloužilo jako předloha pro další retabula – např. oltáře svaté Anny.

#### Oltář svaté Anny
Spolu s předchozím oltářem a hlavním oltářem vznikl během působení Jana Henckela; zhotoven byl nejpozději kolem roku 1525. Oltář považovaný za zdařilý příklad renesančního sochařského umění je jednou z posledních realizací dílny Mistra Pavla.
Vyznačuje se poměrně jednoduchou skladbou. Oltářní skříň obsahuje skulptury skupinu svaté Anny Samotřetí, kterou ze zadní strany pláštěm přikrývá anděl. Otevřená strana křídel obsahuje reliéfy svatého Antonína Poustevníka a svatého Pavla. Slavnostní strana oltáře (oltářní skříně i křídel) září zlatem brokátování; malované desky postní strany jsou s ní v příkrém kontrastu. Jednoduše působící malby jsou přesto mimořádně umělecky cenné. Na třech oltářních křídlech (čtvrté křídlo se nezachovalo) představují figurální skupiny: na umělecky jednoduchém pozadí se zde představují postavy Kristova příbuzenstva v mateřské linii. Jejich autorem ně neznámý umělec spišské nebo šarišské provenience.
Přepážky tvoří prázdná archa bez sochařské či malířské výzdoby. Zajímavě řešený oltářní štít je podpírán dvojicí stylizovaných delfínů a představuje Kristův křest v Jordánu.

#### Oltář svaté Kateřiny Alexandrijské
Jeden z nejstarších chrámových oltářů se skládá ze tří částí. Pochází z dílny levočského mistra Jana, jehož signatura ihannes s datem 1469 byla objevena na oltáři. Uprostřed oltářní skříně stojí plastika svaté Kateřiny Alexandrijské doplněna po stranách deskovými malbami svaté Barbory (vpravo) a svaté Markéty. Nástavec oltářní skříně tvoří dva trojúhelníkové štíty s portréty proroků Samuela (vlevo) a Izaiáše.
Oltářní křídla na otevřené straně obsahují výjevy vázající se k životu svaté Kateřiny – Dišputát svaté Kateřiny, Stětí svaté Kateřiny, Lámání v kole a Martyrium svaté Kateřiny; zadní strana obsahuje výjevy Bolestná Panna Marie (Mater Dolorosa) a Bolestný Kristus (Vir Dolorosum).
Mimořádně cenná je desková malba v predelle oltáře. Pochází asi z roku 1400 a tvoří ji triptych s výjevem trůnící Kristus mezi sborem andělů a výjevy Svatá Žofie s dcerami a Jakubův sen.

#### Oltář svatého archanděla Michaela
Oltář svatého archanděla Michaela tvoří archandělova socha na pozadí oltářního obrazu s motivem archanděla. Původní oltář se nezachoval; současný pochází z let 1719–1731.

#### Hlavní oltář

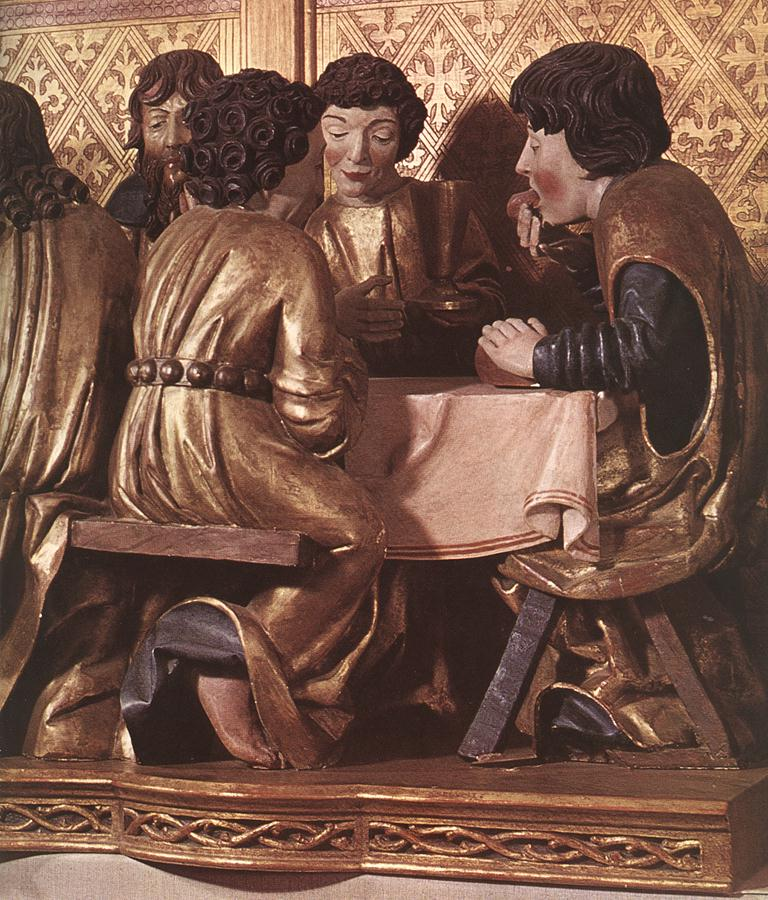
Skupina apoštolů Poslední večeře z predelly hlavního oltáře

Hlavní oltář kostela svatého Jakuba, vyplňující závěr presbytáře, je nejcennějším uměleckohistorickým artefaktem a již při vstupu do kostela upoutá každého návštěvníka nejen svou monumentalitou ale i výtvarným provedením. Se svou výškou – 18,62 metru (nejvyšší gotický křídlový oltář na světě) – a šířkou – 6,21 metru – majestátně vyplňuje prostor závěru presbytáře. Jeho oltářní retabulum patří k největším uměleckým dílům svého druhu v zaalpské Evropě.
Podle dobových záznamů oltář vznikal v několika etapách mezi lety 1508–1517. Základní řezbářská část pochází z let 1508–1510; závěrečné zlacení a polychromovaný se realizovalo až o několik let později. Řezbářská část oltáře je dílem Mistra Pavla z Levoče a jeho dílny, malby na křídlech se připisují levočského mistru Hansi Molerovi.
Počtem menší je zastoupení oltářů v levé (severní) lodi chrámu. Ve směru od vchodu v podvěží následují v pořadí: oltář Narození Páně (v boční podvěžní kapli), oltář Panny Marie Sněžné, oltář svatého Petra a Pavla (na čelní stěně lodi), oltář svatého Mikuláše, oltář Čtrnácti pomocníků v nouzi a oltář Dobrého pastýře (u pilířů lodi).

#### Oltář Narození Páně
Barokní oltář z roku 1752 s pozdně skupinou Narození ze začátku 16. století od Mistra Pavla, kterou náhodně objevili v roce 1698 v zazděné nice v levočské radnici. Jde o jedno z nejpoetičtějších děl starého umění na Slovensku. Mistrovsky zhotovené sochy mají velmi individualizovaný ráz, ale všechny přitom spojuje hluboká citovost, nejvýrazněji ztělesněná v postavě klečící a adorující Marie.
Oltář představuje jako na jevišti známou scénu Kristova narození. Pavel je autorem hlavních postav (Panny Marie a Josefa a pravděpodobně i pastýřů). Dokazuje to úzká stylová příbuznost s postavami ve skříni hlavního oltáře a skupinou na jeho predelle.
Oltář dal zhotovit ostřihomský arcibiskup Mikuláš Čáki (podle toho oltář je znám také jako Čákiho oltář); tehdy doplnili sošku Ježíška. Architektura s točitými sloupy nese tympanon s muzicírujícími andílky.

#### Oltář Panny Marie Sněžné
Gotický mariánský oltář Panny Marie Sněžné patří mezi nejcennější oltáře chrámu; pochází z období kolem roku 1494 a vznikl při příležitosti návštěvy bratrů Jagellonců v Levoči v uvedeném roce. Rozměrově patří k největším a architektonicky nejbohatším oltářům v chrámu; už svou podobou je skutečnou královskou donací.
Ve středu oltářní skříně plastika Panny Marie s Ježíškem v náručí a dva andělé přidržující Mariin plášť. Po stranách ve výklencích jsou plastiky čtyřech mučednic – svaté Kateřiny, svaté Doroty, svaté Barbory a svaté Markéty. Malované výjevy na oltářních křídlech znázorňují kristologické a mariánské výjevy: Zvěstování, Modlení svaté Alžběty, Narození Páně, Klanění tří králů (na otevřených křídlech); obřezáni Ježíše, Útěk do Egypta, Vraždění neviňátek, Dvanáctiletý Ježíš v chrámu, Zjevení Krista Panně Marii po zmrtvýchvstání, Nanebevstoupení Krista, Smrt Panny Marie a Korunování Panny Marie''''''''''' (na zavřených křídlech).
Fiálový nástavec obsahuje barokní plastiky svatého Jakuba a Ecce homo, po stranách plastiky svatého Josefa a svatého Jana Nepomuckého. Na predelle s vyřezávanou ornamentikou se nacházejí erby Levoče.

#### Oltář svatého Petra a Pavla
Pozdně gotický oltář svatého Petra a Pavla pochází z období kolem roku 1495. Ve středu oltářní skříně pod jemnými baldachýny stojí plastiky svatého Petra a svatého Pavla s typickými atributy.
Temperové deskové malby na obou stranách oltářních křídel od Mistra Mikuláše (resp. jeho dílny) obsahují výjevy ze života obou světců: na otevřené straně výjevy ze života svatého Pavla – Svatý Pavel na cestě do Damašku, Návštěva svatého Barnabáše u svatého Pavla, Obrácení svatého Pavla a Svatý Pavel káže v chrámu; zavřená křídla v horní řadě obsahují výjevy ze života svatého Petra – Setkání svatého Petra se svatým Pavlem, Kázání svatého Petra, Svatí Petr a Pavel před císařem Neronem a Povolání svatého Petra, ve spodním řadě osudy obou světců podle textů Zlaté legendy – Svatý Pavel u postele starce, Svatí Petr a Pavel před věží, Stětí svatého Pavla a Ukřižování svatého Petra.
Ve fiálovém nástavci jsou umístěny plastiky svatého Šebestiána, Panny Marie, svatého Ondřeje a dvou světců bez atributů.
V predelle má oltář motiv Krista vstávajícího z hrobu, doprovázený po stranách reliéfy Panny Marie a svatého Jana Evangelisty.
Oltář se v písemných pramenech poprvé zmiňován v roce 1542 a předpokládá se, že na jeho místě původně stával starší oltář se stejným patrociniem.

#### Oltář svatého Mikuláše

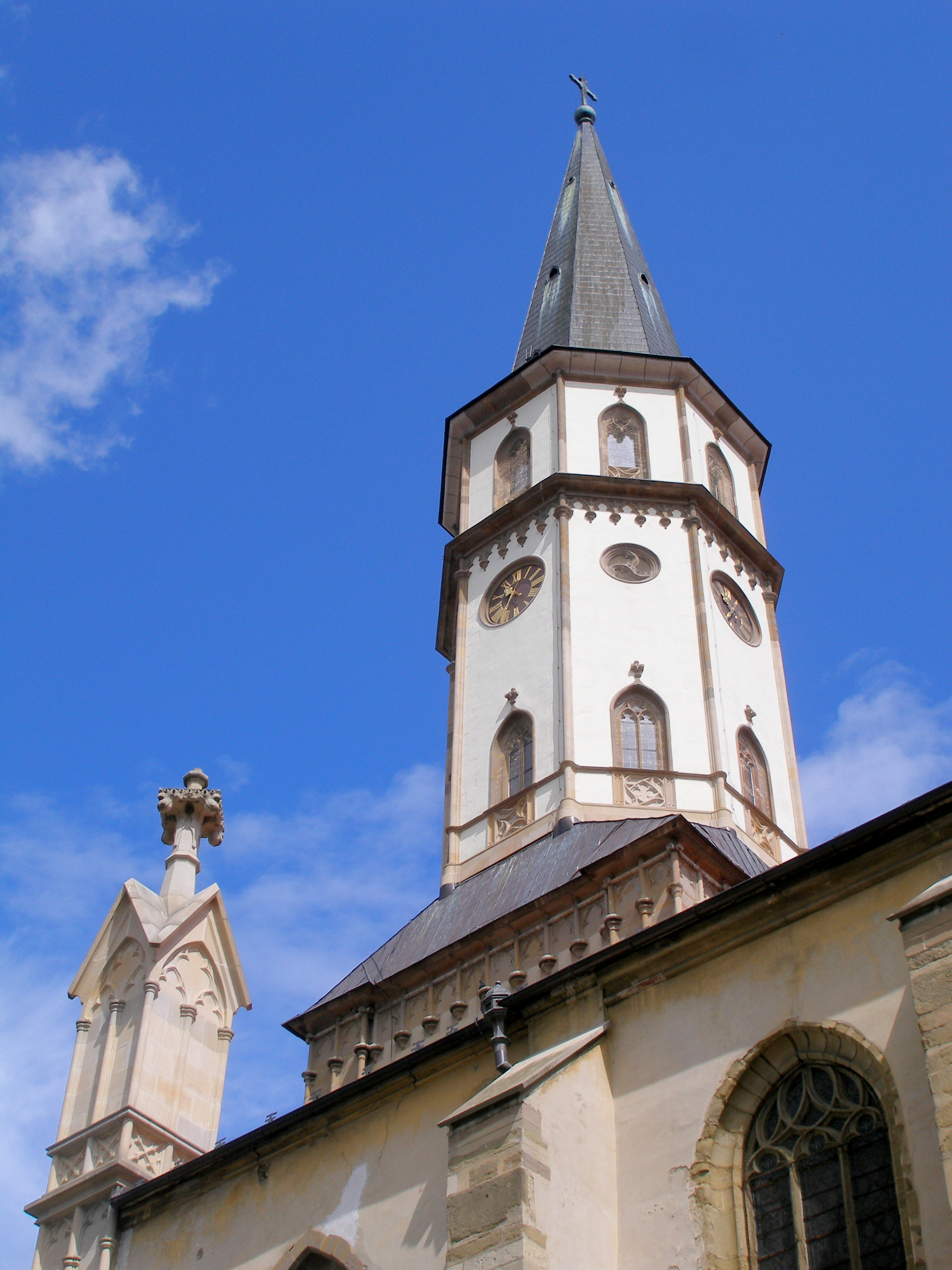
Nadstavba kostelní věže byla vybudována v letech 1852–1858 v novogotickém slohu

Pozdně gotický oltář svatého Mikuláše (zvaný též oltář svatého Jana Almužníka) z roku 1507 je nejstarším datovaným oltářem Mistra Pavla. Samotný Pavel vytvořil plastiky svatého Jana Almužníka a svatého Linharta stojících po stranách svatého Mikuláše v oltářní skříni. Tato socha je však podstatně starší. Její autorství se přisuzuje umělci známému pod jménem Mistr Madony z Ruskinovců. Pochází pravděpodobně z druhé čtvrtiny 14. století; vzhledem k věku sochy i postavě, kterou představuje, se předpokládá, že původně tvořila součást oltáře svatého Mikuláše, který jako hlavní oltář stál ve stejnojmenném kostele (kostel ve středověku zanikl).
Architekturu oltáře, vysokého 320 cm, doplňují dvě oboustranně malovaná křídla obsahující temperou malované obrazy. Na otevřených oltářních křídlech jsou výjevy – vlevo nahoře Svatý Jan Almužník sedě na trůnu rozdává almužnu chudým, dolů Svatý Ján mezi dvěma zemřelými biskupy, vpravo nahoře Svatý Linhart zachraňuje vězně, dolů Svatý Leopold nachází šátek svaté Agnes. Zajímavý námět zobrazuje posledně jmenovaný výjev: jde o legendu o založení kláštera v Klosterneuburgu nedaleko Vídně (kompozice malby byla inspirovaná knižní iluminací z majetku zmiňovaného kláštera z roku 1491). Leopold s manželkou se dívají z okna hradu. Vítr odnese manželce závoj. Po určitém čase jde Leopold na lov do podunajských lužních lesů a tam nachází ztracený závoj. Považuje to za znamení, že na tomto místě má založit klášter.
Křídla na zavřené straně obsahují čtyři klíčové scény Kristových pašijí: vrchní řada – Kristus na Olivetské hoře a Kristus před Pilátem, dolní řada – Nesení kříže, a Ukřižování. Malby pocházející z roku 1507 (podle letopočtu na tabuli s legendou o svatém Leopoldovi) se připisují blíže neznámému pravděpodobně spišskému malíři, který při malbách Kristus na Olivetské hoře a Nesení kříže našel předlohu ve starších Dürerových dřevořezech z konce 15. století.
Na predelle je malba Kristus mezi čtrnácti pomocníky v nouzi. Vidíme zde postavy čtrnácti světců rozestavěných pravidelně kolem Krista. V uvedeném složení (zleva svatý Jiří, svatý Kryštof, svatý Vít, svatý Eustach, svatý Pantaleon, svatý Erasmus, svatý Blažej, vpravo od Krista svatý Diviš, svatý Jiljí, svatý Cyriak, svatý Akátius, svatá Kateřina Alexandrijská, svatá Barbora a svatá Markéta) jde o původní sestavu této ikonografické scény, tak jak se vyvinula na konci 14. století.

#### Oltář Čtrnácti pomocníků v nouzi
Oltář stojí při druhém pilíři severní lodi (proti oltáři svaté Kateřiny Alexandrijské). Sestává z velkého obrazu v umělecky vyřezávaném rámu.

#### Oltář Dobrého pastýře
Oltář je umístěn u třetího pilíře severní lodi pochází z roku 1696 a konsekrován byl v roce 1715. Oltářní obraz zobrazuje Krista jako Dobrého pastýře. Jeho krásný hodnotný rám má na vrchu anděla, původně tam byly umístěny i dvě koruny s českými granáty. Na boční scéně leze zloděj do okna pastýře.
Kromě těchto oltářů v boční kapli svatého Jiří stojí barokní oltář svatého Jana Nepomuckého z poloviny 18. století, zasvěcený oblíbenému českému světci. Původně stál u severní stěně vedle sakristie. Protože za ním byly objeveny nástěnné malby, které překrýval, přemístili ho na nynější místo. Ve středu pilastrové architektury se nachází reliéf s postavou svatého Jana Nepomuckého, doplněný po stranách plastikami svaté Barbory a svaté Kateřiny Alexandrijské.

### Nástěnné malby
V posledních dvou desetiletích 14. století v Levoči vzrostla umělecká aktivita a podle všech znaků neměla už jen příležitostný charakter. Byly zde zjevné náznaky vytváření lokálního uměleckého centra se souvislejší, i když zatím ne jednolitou tvorbou. Významným projevem uměleckého povznesení Levoče je poměrně obsáhlá a po uměleckohistorické stránce významná malířská tvorba nástěnných obrazů, která vedle kolekci oltářů jako dominantní výzdobě chrámového interiéru, má velmi důležité místo.
V minulosti, kdy většina obyvatelstva byla negramotná, nástěnné obrazy hrály významnou roli při zpřístupňování náboženství širokým masám lidí. Tzv. "Bible pauperum" ("bible chudých") sloužila prostým věřícím na poznávání biblických příběhů. Fresky proto plnily velmi důležitou litografických-ikonografickou funkci. Vzhledem k tomu, že v 17. a 18. století malby postupně ztrácely svou původní funkci, byly prakticky všechny při výmalbě kostela překryty vápennými nátěry případně novými omítkami. Objeveny byly v šedesátých až sedmdesátých letech 19. století, během generální opravy kostela a postupně byly zrestaurovány.
Nejstarší malba, pocházející ze 14. století, tedy z období začátku výstavby chrámu, se nachází na severovýchodní stěně presbytáře. Zachovaly se zde fragmenty malby znázorňující postavy dvou mužů při polních pracích. Malba byla pravděpodobně součástí tzv. cyklu měsíčních prací.
V blízkosti svatyně na východní stěně jižní lodi se zachoval rozsahem nevelký obraz s motivem Ukřižování s Pannou Marií a svatým Janem (asi z let 1370–1380). Dílo je vynikající ukázkou pozdní fáze tzv. měkkého slohu, jehož východiskem je česká dvorská malba druhé poloviny 14. století. Jiná významná malba se nachází na třetím pilíři severní lodi a představuje kompozici s motivem kříže a nástroji Kristova utrpení. Vznikla kolem roku 1400.
Do stejného časového období (datace 1380 – začátek 15. století) zařazujeme i zřejmě nejznámější malby svatojakubské kostela – Mravoučný cyklus tzv. Moralit – zachycující sedm skutků milosrdenství a sedm hlavních hříchů, nad vchodem do sakristie na severní stěně levé boční lodi.

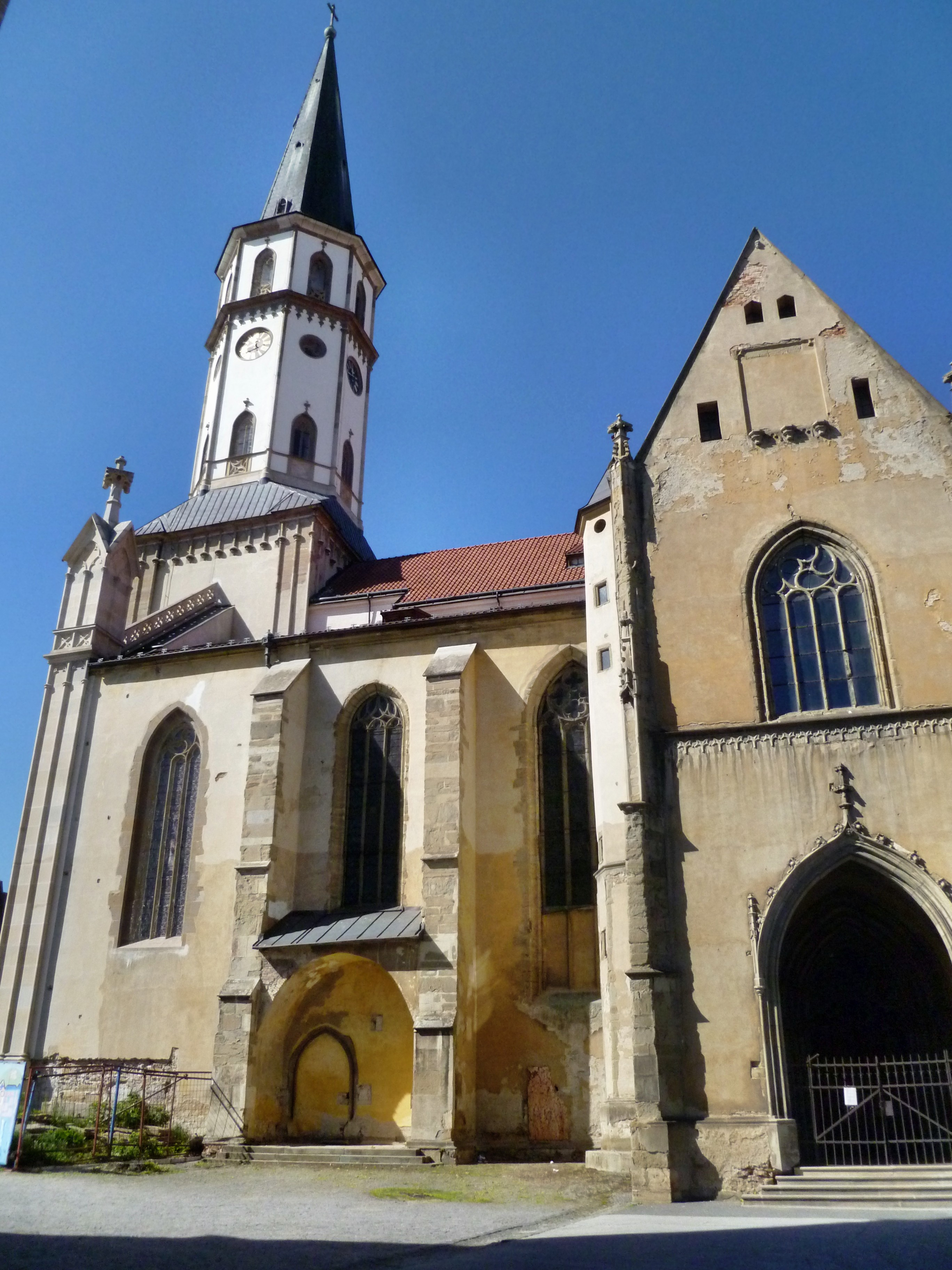
Jižní předsíň chrámu s oratorií krále Matyáše

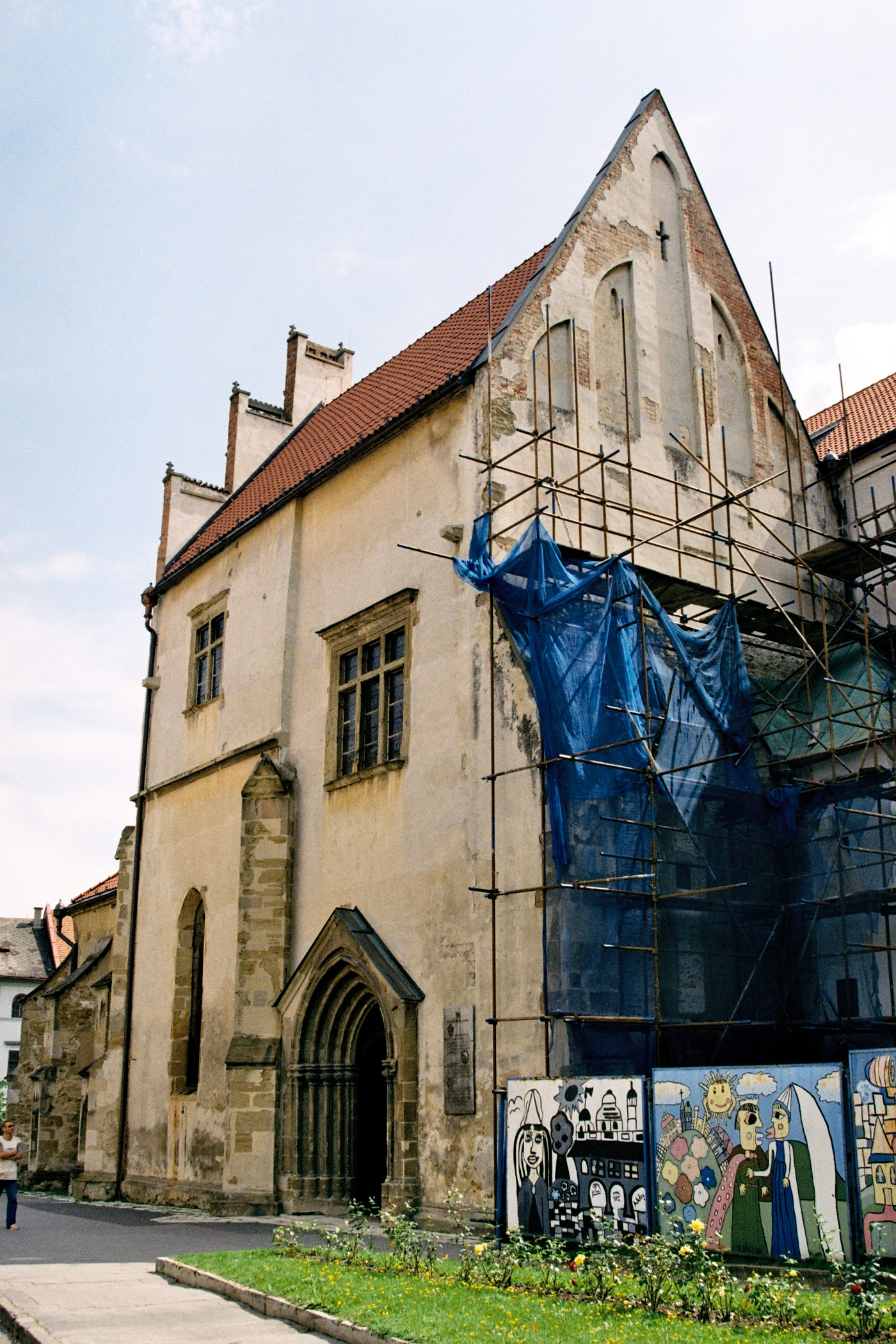
Severní předsíň chrámu s kaplí svatého Jiří

Vrchní pás maleb, představuje skutky milosrdenství. V cyklu se důsledně opakuje trojice hlavních postav – muž, žena a postava poutníka představující Krista, kterému tato dvojice slouží; jednotlivé malby symbolizují sedm základních ctností křesťana. Idea Krista jako příjemce dobrého skutku, vychází z Matoušova evangelia: "Cokoliv jste učinili jednomu z těchto mých nepatrných bratří, mně jste učinili." (Mt 25,40). Obrazy jsou společně orámované jednoduchým iluzivním rámem. Výjevy se odehrávají na pozadí architektonické kulisy – kostel, hrad, měšťanské domy apod. – a v horní části mají německý minuskulový veršovaný text, ozřejmující každou scénu. Skutky řazeny zprava doleva představují ctnosti: zarmoucené utěšovat, pocestných přijímat, hladových krmit, žíznivé napájet, nahých oblékat, vězně navštěvovat a mrtvé pohřbívat. Nápisy jako první transkriboval významný český kartograf a rytec Václav Merklas, který v 50. letech 19. století působil jako profesor na místním gymnáziu.
Protipólem těchto výjevů je spodní pás se sedmi hlavními hříchy. I v tomto případě výjevy reprezentují postavy – dvojice měšťanů, spolu se zvířetem, které podle středověkých bestiářů symbolizuje konkrétní lidskou neřest. Podobně jako skutky milosrdenství i hříchy jsou řazeny zprava doleva: Pýcha (symbol lev), Lakomství (ropucha), Smilstvo (vepř), Obžerství (vlk odnášející si husu), Závist (pes), Hněv (medvěd), Lenost (osel).
Cyklus morální v personifikované podobě alegorických žánrových výjevů vyjadřuje jeden ze základních kánonů křesťanského morálního učení.
Původní malby cyklu vytvořeny malířskou technikou secco byly v průběhu 17. století pokryty vápenným nátěrem a znovu odkryty během celkové rekonstrukce kostela v roce 1870.
Malby odrážejí vliv českého dvorského umění 14. století; s ohledem na tuto skutečnost se zvažovalo, kdo byl jejich objednatelem. Na základě historického bádání se jako nejpravděpodobnějším objednatelem jeví známé Levočské Bratrstvo Kristova těla (Franternitas Corporate Cristi), které v roce 1402 jako laické církevní společenství městské honorace založil levočský farář Herman (Hermannus). V 80. letech 14. století studoval na univerzitě v Praze, kde zřejmě přišel do styku s uměním na českém lucemburském královském dvoře. V roce 1383 se stal magistrem filozofie a později, až do roku 1407 působil v Levoči.
Vliv české dvorské malby je znát i na dalších malbách v chrámu – postavách svatého Erasma jako biskupa a svaté Doroty s korunou na východní stěně severní předsíně a na výjevu Kojící Madona mezi neznámým světcem a svatým Antonínem ve spodní části stěny severní předsíně.
Vpravo od vchodu do kaple svatého Jiří se zachovala nástěnná malba pocházející z období kolem roku 1520, v jejímž centru uprostřed architektury sedí Panna Maria s nahým Ježíškem, nalevo od ní svatý Antonín Poustevník s holí a se zvonkem, vpravo postava neznámé světice. V tympanonu vchodu do kaple se nachází nástěnný obraz s polopostavou Krista v hrobě ukazujícího své rány. Obraz je přímo v rámu datován rokem 1515.
Pravděpodobně v prvním desetiletí 15. století vznikl v kostele obsahově rozsáhlý cyklus Legenda o svaté Dorotě. Dvacet výjevů ze života této světice, důsledně ilustrujících hagiografický text obsažený v Zlaté legendě (Legenda Aurea), je řazen do dvou vodorovných pásů tvořených vysokými obdélníkovými obrazy (celkové rozměry cyklu 286×925 cm. Ústřední myšlenkou cyklu je vyzvednutí oddanosti a vytrvalosti ve víře. Vrchní řada se čte zprava doleva, spodní opačně. Význam obrazů:
- 1. Dorotin otec Dorus odmítá přijmout pohanství, za což ho císař posílá jako vyhnance do Kappadokie.
- 2. Dorus s manželkou Theo a dcerami Kristýnou a Kalixta opouštějí Řím.
- 3. Narození Doroty.
- 4. Křest Doroty.
- 5. Místodržící Kappadokie Fabricius se uchází o ruku Doroty s podmínkou, že se zřekne křesťanství, což ona odmítá.
- 6. Dorotu mučí v kotli s vařicím olejem.
- 7. Na devět dní je uvězněna.
- 8. Fabricius ji opět přemlouvá.
- 9. Mučení Doroty bičováním a pálením.
- 10. Dorota prosí Krista o znamení.
- 11. Při přemlouvání Doroty Fabriciem, aby se klaněla modle na sloupu, modlu shazují andělé.
- 12. Fabricius přemlouvá obě Dorotiny sestry.
- 13. Dorota obrací své sestry ve vězení zpět na křesťanskou víru.
- 14. Bičování Doroty.
- 15. Upálení Dorotiných sester.
- 16. Kat vyvádí Dorotu z vězení.
- 17. Poslední přemlouvání Doroty Fabriciem.
- 18. Stětí Doroty. Kristus v podobě dítěte jí přináší v košíčku růže a jablka z rajské zahrady.
- 19. Dítě přináší růže a jablka písaři místodržitele Teofilovi, který se Dorotě před smrtí vysmíval a žádal ji, aby mu poslala plody z rajské zahrady.
- 20. Andělé ukládají mrtvé tělo Doroty do hrobu.

Jižní předsíň obsahuje nástěnnou malbu s kompozicí Posledního soudu. Obraz, jehož vznik se klade do období kolem roku 1520, je rozvržen do tří pásem. Na vrcholu štítového pole Kristus Soudce v Mandorle; po jeho stranách dva andělé s nástroji Kristova utrpení, u nohou klečící Panna Marie a svatý Jan Evangelista. Druhý pás tvoří skupina apoštolů, spodní část s pozemskou sférou se žánrovými scénami ze života středověkého města (sedlák oře pole, skupina měšťanů při hostině).

### Epitafy
Epitafy a mortuaria jsou důležitým hmotným dokladem potvrzujícím význam farního kostela. Přes čtyřicet náhrobních kamenů, často vysoké umělecké hodnoty, tvoří jedinečnou kolekci pocházející ze 14.–18. století. Z nápisů na nich získáváme mnohé cenné poznatky o osobě, jíž náhrobní kámen patřil. Prakticky všechny mají nápisy obsahující jméno zesnulého, datum smrti a věk, ale i tituly, ze kterých se dá vydedukovat jeho společenské postavení. Epitafy nepatří jen měšťanům, ale i příslušníkům místní vysoké šlechty, kteří často hráli v dějinách významnou roli. Nejeden epitaf informuje, odkud zesnulý či jeho rodina do Levoče přišla anebo čím se zabývala. Časté jsou i citáty z Bible, ale také z básní, což svědčí nejen o vysoké duchovní úrovni levočské honorace, ale také o významných kulturních vlivech. Nápisy jsou většinou latinské, vyskytují se však i německé jako pozůstatek silné německé národnostní menšiny na tomto území. Téměř všechny jsou zajímavé i z heraldického hlediska.
Nejstarší náhrobní kámen v kostele, z konce 14. století, patří košickému měšťanovi Jurajovi Ulenbachovi, staviteli kaple svatého Jiří. Rodově nejpočetněji jsou náhrobní kameny Turzů. Nejstarším z nich je epitaf Jana I. Turza, báňského odborníka a krakovského měšťana, který zemřel roku 1508. Umělecky nejhodnotnější je renesanční epitaf Alexia I. Turza z poloviny 16. století. Je z bílého mramoru a zobrazuje kříž, pod kterým klečí on s manželkou a třemi dcerami. Neméně zajímavým a současně nejmladším turzovským náhrobním kamenem je epitaf spišského župana a uherského palatina Stanislava Turza z roku 1626.
Koncem 16. století do chrámu přibyl pozoruhodný soubor monumentálních renesančních epitafů importovaných z Polska, reprezentovaných např. epitafem předsedy Spišské komory a dědičného župana Spišské stolice Alexeje II. Turza († 1594) nebo epitafem městského senátora Georga Engelharta († 1598).
Umělecky cenný je renesanční malovaný epitaf levočského měšťana Georga Buchwalda z roku 1602. Je nejstarším datovaným obrazovým epitafem v chrámu.
Jeden z umělecky nejnáročnějších epitafů je renesanční dřevěný epitaf Sophie Greffové, manželky levočského měšťana, z roku 1609. Impozantní, dekorativní velmi působivý trojetážový epitaf je osazen deseti deskovými malbami. Námětem ústředního, největšího obrazu je Poslední soud.
Zřejmě nejznámější a zároveň jeden z historicky nejcennějších je epitaf z červeného mramoru a pískovce levočského kamenického mistra Martina Urbanovitza z roku 1621 pro manželku Margitu, jehož text znamenal zásadní posun v otázce autorství hlavního oltáře v chrámu. Na epitaf s rozměry 360×320 cm, který vyhotovil čtyřiapadesátiletý statuarius, lapicida a Murator Martin Urbanovitz na památku své manželky a členů rodiny, kteří zahynuli během morové epidemie v roce 1600, nacházíme seznam předků, mezi nimiž se objevuje jméno Mistra Pavla. Z nápisu se blíže dozvídáme, že kameníkova manželka byla vnučkou sochaře Pavla, který vytvořil levočský hlavní oltář. Epitaf byl původně umístěn na vnější stěně jižní předsíně kostela, ale protože se vlivem povětrnostních podmínek velmi poškodil, byl v letech 1989–1990 zrestaurován. Nejdůležitější část epitafu, mramorová část s textem o autorství Mistra Pavla na hlavním oltáři byla po restaurování umístěna v interiéru kostela.
Mimořádně cenné jsou i dřevěné barokní epitafy pocházející ze 17. století. Největší a jeden z umělecky nejhodnotnějších epitafů z celého chrámového souboru je epitaf levočského obchodníka Hanse Wolfa, pocházející z období kolem roku 1640. Jeho šestietážová sloupová architektura, vysoká téměř šest metrů, v dominantní střední části nese oválný, umělecky velmi hodnotný obraz Ukládání Krista do hrobu. Z období kolem roku 1664 pochází epitaf městského notáře a pozdějšího rychtáře Mateje Gosnowitzera a z roku 1672 tzv. Girschnerov epitaf, oba s bohatou ornamentální výzdobou.

### Vitrážová okna
Vitráže oken v jižní lodi a ve svatyni od sedmdesátých let 19. století postupně nahradily původní, nevyhovující okna. Šest figurálních vitráží je umístěno v pravé lodi v rozměrných lomených kamenných oknech, členěných dvěma sloupky, nahoře ukončených kružbami. Donátorem prvních třech (ve směru od svatyně) byl kaločský biskup Juraj Čáska. Obsahují figurální výjevy – Svatý Jiří v zápase s drakem, Svatý Martin se žebrákem a Nanebevzetí Panny Marie. Další tři, které chrámu daroval levočský farář Celestýn Kompanyik (farářem v letech 1886–1918), ve srovnání s prvními třemi nemají velké výpravné řešení; většinu jejich ploch pokrývá kobercový vzor vyplněný viničnými listy. Doplňují je jednoduché postavy světců s charakteristickými atributy – svatý Jakub s mušlí a poutní holí, svatý Josef s Ježíškem a lilií a svatý Jan Evangelista s orlem a kalichem s hadem.
Další figurální vitráže se nacházejí v chrámové svatyni; obsahují postavy svatého Štěpána, prvního uherského krále, a svatého Ladislava.
Vitráže zhotovila innsbrucká firma Tiroler Glasmalerei und Cathedralen-Glashtütte (v roce 1876) a budapešťská firma Eduarda Kratzmann (1893).

### Další památky v kostele
Kostel svatého Jakuba je skutečnou klenotnicí uměleckých pokladů. Kromě oltářů, nástěnných maleb a souboru epitafů chrám obsahuje nespočet drobného chrámového mobiliáře (liturgické nádoby a předměty) jakož i interiérového vybavení. K vzácným součástem chrámového vybavení patří lavice, kazatelna, křtitelnice, samostatné plastiky a sousoší, pastoforium a varhany.
Nejstarší lavice a stalla v kostele pocházejí z první třetiny 15. století, nejmladší jsou renesanční ze 17. století. K historicky nejvzácnějším patří tzv. senátorská lavice z konce 15. století, která nese pojmenování podle toho, že sloužila členům levočské městské rady.
Nejlepší zachovaným celkem pozdně renesančního stalla je trojsedadlová tzv. Tischlerova lavice z roku 1516 s bohatou iluzivní intarzií. Náplní vedutových obrazů je idealizovaná gotická architektura – město s hradbami, věž nebo chrám. Podle signatury FON. KASE. GREG. TISLE jejím autorem je kežmarský sochař a řezbářský mistr Juraj Tischler. Od téhož autora pocházejí i geometrickou intarzií zdobené dveře do sakristie a do bibliotéky, pocházející z dvacátých let 16. století.
Nejen podle jména je zajímavou a historicky velmi cennou trojsedadlová tzv. lavice se sovou, pocházející z období kolem roku 1490, která je jednou z prvních sponzorských lavic v kostele.
K pozoruhodným památkám farního kostela patří renesanční kazatelna z let 1625–1626. Vznikla v období, kdy chrám sloužil protestantům a patří k nejkrásnějším příkladům tzv. kazatelen s karyatidami, jejichž typ se na Spiši a na východním Slovensku šířil od první čtvrtiny v 17. století. Na objednávku levočského patricije Antona Kramera ji vyhotovil původem olomoucký truhlářský mistr Kryštof Kollmitz, který se po bitvě na Bílé hoře usadil v Levoči (mj. se stal zdejším měšťanem a v roce 1665 zde i zemřel). Ve své tvorbě navazoval na prvky německé a slezské renesance. Levočská kazatelna, jejíž podpěru tvoří socha Mojžíše s holí a deskami Desatera je jakousi genezí křesťanství. Na parapetu řečniště najdeme pro umění Slovenska neobvyklé postavy čtyř tzv. velkých starozákonních proroků – Izaiáše, Jeremiáše, Ezechiela a Daniela. Pokud vycházíme z typologického paralelismu, kde postavám ze Starého zákona odpovídají postavy Nového zákona, pak postavám proroků příslušejí plastiky čtyř evangelistů – Lukáše, Matouše, Marka a Jana – stojících na stříšce kazatelny. Schodiště k řečništi obsahuje reliéfní výjevy námětově se vztahující k příběhům Starého zákona: Abrahamova oběť, Samson v táboře Pelištejců a Zápas Jakuba s andělem. Stříška, která má tvar dvouetážové architektury nese postavu svatého Pavla a ikonografickou postavu Kristus – Salvator Mundi (Kristus – Spasitel světa). Završením kazatelny je socha triumfálně Vzkříšeného Krista jako základu křesťanství. Kollmitz vytvořil pouze architekturu kazatelny; sochařské práce jsou dílem Paula Unterbauma a dánského sochaře Hanse Schmidta.
Kromě kazatelny jsou památkou na protestantské vlastnictví kostela i varhany, který v letech 1624–1630 vyhotovil na náklady města a bohatého levočského měšťana Fridricha Pobsta krakovský varhanář Hans Hummel. Umístil ho na o dva roky dříve v severní lodi postavenou emporu. Skříň varhan zhotovil krakovský mistr, truhlář Andrej Hertel a sochař Hans Schmidt. V roce 1668 vznikla při této varhanní empoře další empora, zvaná obuvnická.
K dalším významným památkám chrámového vybavení patří gotické kamenné pastoforium na levé stěně presbytáře pod vítězným obloukem z první poloviny 15. století a gotická křtitelnice z konce 14. století s reliéfní ornamentikou, pocházející z kovolijecké dílny v Spišské Nové Vsi.

## Význam kostela
Monumentální farní kostel svatého Jakuba svou architekturou reprezentuje vrcholné dílo gotického stavebního umění na Slovensku. Jeho zrod můžeme dát do souvislosti s velkým uměleckým proudem, který se do střední Evropy začal šířit v 13. století. Architektura stavby s cennými a výtvarně náročnými díly se stala vzorem pro mnohé sakrální stavby na Spiši. Pozoruhodné a vzácné dílo Mistra Pavla v umělecké harmonii doplňují nástěnné malby, vytvořené pod vlivem české malby z lucemburského období, jakož i díla, v nichž lze pozorovat vliv německé výtvarné školy.
Vzhledem k těmto skutečnostem se kostel svatého Jakuba v Levoči v dubnu roku 1970 dostal do Seznamu národních kulturních památek SSR. Logicky tak doplnil již v roce 1961 v seznamu zapsané Dílo Mistra Pavla z Levoče. Potřetí se chrám, i když pouze okrajově, uvádí v souvislosti se zápisem do seznamu NKP, když do něj bylo v roce 1991 zapsáno dílo Jana Szilassyho, vynikajícího levočského barokního zlatníka, tvůrce velkolepého souboru liturgických nádob z druhé poloviny 18. století, vyzdobených emailovým a tepaným dekorem a vykládané drahokamy a českými granáty. Některé z jeho prací jsou součástí vybavení kostela svatého Jakuba.